# Juan Hugo de la Rosa García
Juan Hugo de la Rosa García (Santiago Xiacuí Oaxaca; 2 de abril de 1958) Es un político mexicano, presidente Municipal de Nezahualcóyotl en los periodos de 2016 a 2018 y de 2019 a 2021 , también exmiembro del Partido de la Revolución Democrática (PRD). Fue diputado federal entre 2006 y 2009.
Se desempeñó como Director de Administración del Ayuntamiento de Ciudad Nezahualcóyotl de 2000 a 2003, siendo alcalde Héctor Miguel Bautista López, en el siguiente periodo fue director de Servicios Públicos, de 2003 a 2005. En 2006 fue elegido diputado federal por el Distrito electoral federal 31 del estado de México a la LX Legislatura de 2006 a 2009, en donde es presidente del Comité de Información, Gestoría y Quejas; y miembro de las comisiones de Desarrollo Metropolitano, de Medio Ambiente y Recursos Naturales, de Participación Ciudadana.
En 2007 realizó una huelga de hambre en compañía del senador Héctor Miguel Bautista López para solicitar que la Secretaría de Desarrollo Social incluyera como beneficiarios de los programas sociales del gobierno federal a miembros de organizaciones sociales representados por ellos. El 25 de julio del mismo año, en compañía de Bautista y del Diputado Hugo Eduardo Martínez Padilla se entrevistó con el presidente Felipe Calderón Hinojosa, siendo los primeros legisladores del PRD en hacerlo, debido a que oficialmente el partido no reconocía a Calderón como Presidente de México, ante esto el PRD externó la posibilidad de sancionarlo por colaboracionismo.